# Metaphidippus smithi
Metaphidippus smithi là một loài nhện trong họ Salticidae.
Loài này thuộc chi Metaphidippus. Metaphidippus smithi được Elizabeth Maria Gifford Peckham & George William Peckham miêu tả năm 1901.